# Doński Pułk Junkierski
Doński Pułk Junkierski (ros. Донской юнкерский полк) – jednostka wojskowa białych podczas wojny domowej w Rosji.
Pułk został sformowany 26 marca 1920 r. w Eupatorii na Krymie. W jego skład weszło ponad 700 junkrów nowoczerkaskiej szkoły kozackiej i dońskiej szkoły wojskowej. Składał się z dwóch sotni konnych i sześciu sotni płastuńskich (pieszych) oraz dwóch pododdziałów karabinów maszynowych. Na czele Pułku stanął gen. mjr A. M. Maksimow.
Pod koniec maja junkrzy uczestniczyli w ofensywie wojsk białych gen. Piotra N. Wrangla na północnym Krymie, która zmusiła 13 Armię do wycofania się z Mariupola i północnego wybrzeża Morza Azowskiego. W połowie czerwca walczył z korpusem konnym Dmitrija P. Żłoby, nacierającym na Melitopol. Następnie Pułk przeszedł do Melitopola, gdzie 26 lipca został przeformowany w atamańską szkołę wojskową. Jednakże do 3 sierpnia junkrzy brali udział w ciężkich walkach pod Kachowką nad Dnieprem, odpierając próby desantów przez rzekę oddziałów bolszewickich. Następnie odesłano ich do Sewastopola, gdzie rozpoczęły się normalne zajęcia. Jednakże kolejna ofensywa wojsk bolszewickich w październiku doprowadziła do ich przerwania. Junkrzy wzięli udział w obronie Półwyspu Czongarskiego na południowym brzegu rzeki Siwasza. Wskutek coraz gorszego położenia odeszli 30 października do stacji Dżankoj, a następnie do Sewastopola. Stamtąd 1 listopada odpłynęli na statku transportowym „Лазарев” na wyspę Lemnos.